# Melissa Venema
Melissa Venema (Alkmaar, 12 april 1995) is een Nederlands trompettiste.

## Leven
Melissa Venema is de jongste in een gezin van zes kinderen. Ze startte op haar zesde met het spelen van blokfluit, waarna ze op haar achtste begon met trompet spelen. Toen ze 10 was, werd ze toegelaten tot de jongtalentenklas van het Conservatorium van Amsterdam, waar ze onder andere les kreeg van Frits Damrow. Door een optreden tijdens het Prinsengrachtconcert 2007, heeft ze sinds 2008 een aantal keren in binnen- en buitenland opgetreden met André Rieus Johann Strauß Orchestra, waarbij ze enige bekendheid heeft verworven. 
Venema heeft onder andere twee tournees naar Zuid-Afrika, twee tournees naar de Verenigde Staten en een tournee naar Canada gemaakt. Op 31 maart 2013 trad zij op tijdens het 45-jarig jubileumconcert van Elly en Rikkert met Il Silenzio. In 2014 trad Venema op met de soulzangeres Joss Stone tijdens het North Sea Jazz Festival. In oktober 2014 soleerde Venema met het Taipei Chinese Orchestra in Taipei, Taiwan.

## Discografie
- 2006 - Melissa voor U
- 2009 - Melissa in Concert
- 2010 - From the Heart
- 2012 - The Trumpet Is My Voice
- 2013 - The Best of Melissa

- Gemeinsame Normdatei: 1133216374
- Virtual International Authority File: 6698149662192207020001
- WorldCat: E39PBJrck999VJvWM7bCGrckjC